# Typhlodromus leptodactylus
Typhlodromus leptodactylus är en spindeldjursart som beskrevs av Wainstein 1961. Typhlodromus leptodactylus ingår i släktet Typhlodromus och familjen Phytoseiidae. Inga underarter finns listade i Catalogue of Life.